# Strada europea E714
La strada europea E714 è una strada europea che collega Orange a Marsiglia. Come si evince dalla numerazione, si tratta di una strada di classe B posta nell'area delimitata a nord dalla E70, a sud dalla E80, ad ovest dalla E15 e ad est dalla E25.

## Percorso
La E714 è definita con i seguenti capisaldi di itinerario: "Orange - Marsiglia".